# Модульне оригамі

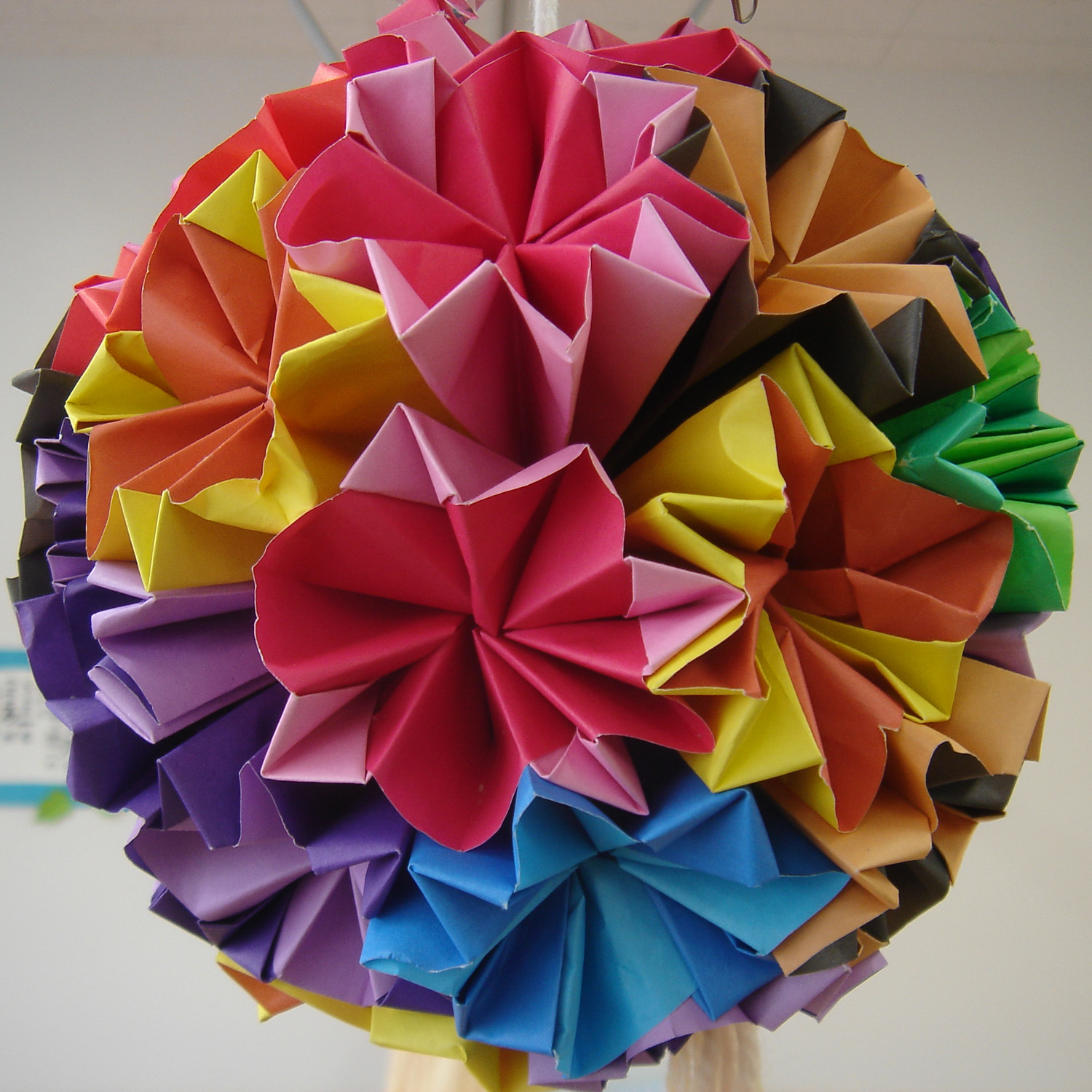
Традиційна японська кусудама — попередник модульного оригамі

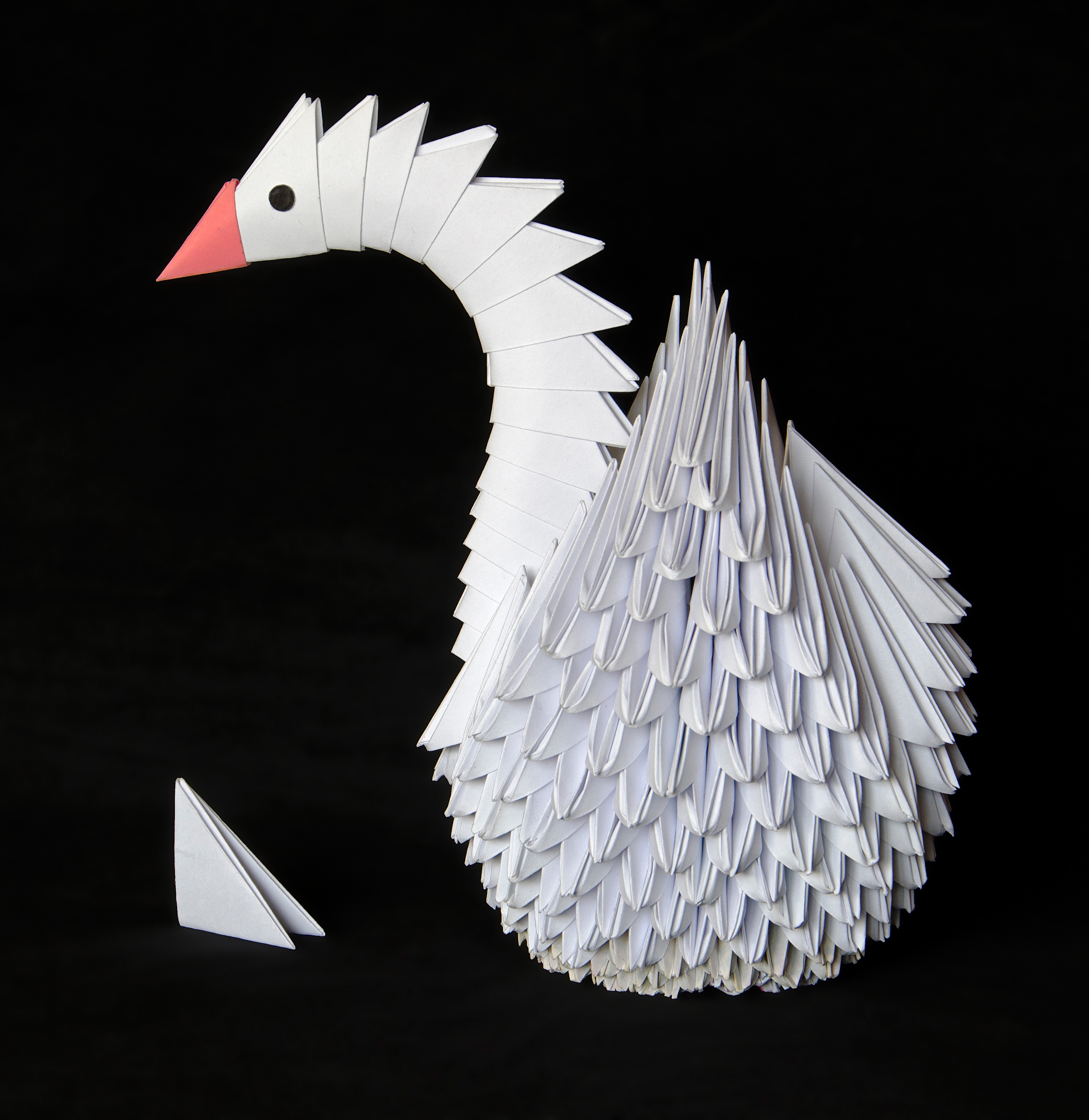

Модульне оригамі — це техніка складання модулів з паперу в 3D конструкції, у процесі складання самих модулів, використовується техніка класичного оригамі. Також на відміну від класичного оригамі, в модульному оригамі використовується значна кількість паперу. Кожен окремий аркуш складається в модуль за правилами класичного оригамі, а потім модулі з'єднуються шляхом вкладання їх один в одного. Сила тертя, що з'являється при цьому, не дає конструкції розпастися. Зняття обмеження на кількість аркушів дозволяє з більшою легкістю створювати великі моделі зі складною структурою.

## Особливість

### Форми які можна скласти
Особливість модульного оригамі в тому що воно складається з багатьох однакових модулів (іноді кількість модулів сягає більше однієї тисячі), а багатолисте оригамі складається з неідентичних собі модулів. Якщо модулі з'єднувати різними способами то можна досягти різних видів конструкцій: округлих, плоских, геометричних, круглих і навіть форми тварин та транспорту.

## Техніки складання

### Закріплення модулів
У модульному оригамі коли модулі закріплюється між собою то виникає сила тертя за допомогою якої конструкція не розвалюється.

### Випадки в яких не обійтися без склеювання
Але є такі випадки в яких не обійтися без техніки склеювання. Ця техніка використовується коли просто не можливо закріпити модулі разом тому що вони розпадаються бо не виникає достатня сила тертя. Така ситуація може виникнути через те що папір який ви використовуєте може бути занадто гладким, або через те що конструкція занадто складна.

## Історія

### Перше згадування
Перше згадування про модульне оригамі було в 1734 році в японській книзі яка називалася «Ranma Zushiki» яку написав Хаято Охоко. У ній зображено групу традиційних моделей оригамі.

### Зростання популярності
Не зважаючи уваги на давню історію модульного оригамі, більшість маленьких традиційних моделей все-таки зроблені з одного листа паперу. До 1960-х років дана техніка оригамі не розвивалася, до поки її знову не відкрили у Японії та США. Відтоді вона все ще розвивається і являє собою тисячі нових робіт.